# God's Country and the Law
Pour plus de détails, voir Fiche technique et Distribution.
God's Country and the Law est un film muet américain, réalisé par Sidney Olcott pour Pine Tree Pictures avec Fred C. Jones et Gladys Leslie dans les rôles principaux, sorti aux États-Unis en 1921.

## Fiche technique
- Titre : God's Country and the Law
- Réalisation : Sidney Olcott
- Scénario : Harry O. Hoyt d'après le roman de James Oliver Curwood God's Country and the Woman
- Photographie : Lucien Tainguy
- Société de production : Pine Tree Pictures
- Société de distribution : Arrow Film Corporation
- Métrage : 6 bobines
- Format : Noir et blanc — 35 mm — 1,33:1 — Muet
- Genre : Film d'aventure, Mélodrame
- Date de sortie :
  - États-Unis : juin 1921 (New York)

## Distribution
- Fred C. Jones : André
- Gladys Leslie : Marie
- William H. Tooker : Jacques Doré
- Cesare Gravina : 'Poleon
- Hope Sutherland : Oachi

## À noter
- Une copie du film est conservée à la Bibliothèque du Congrès à Washington DC et une autre à la Bibliothèque nationale du Canada à Ottawa[1],[2].